# Levantehaus

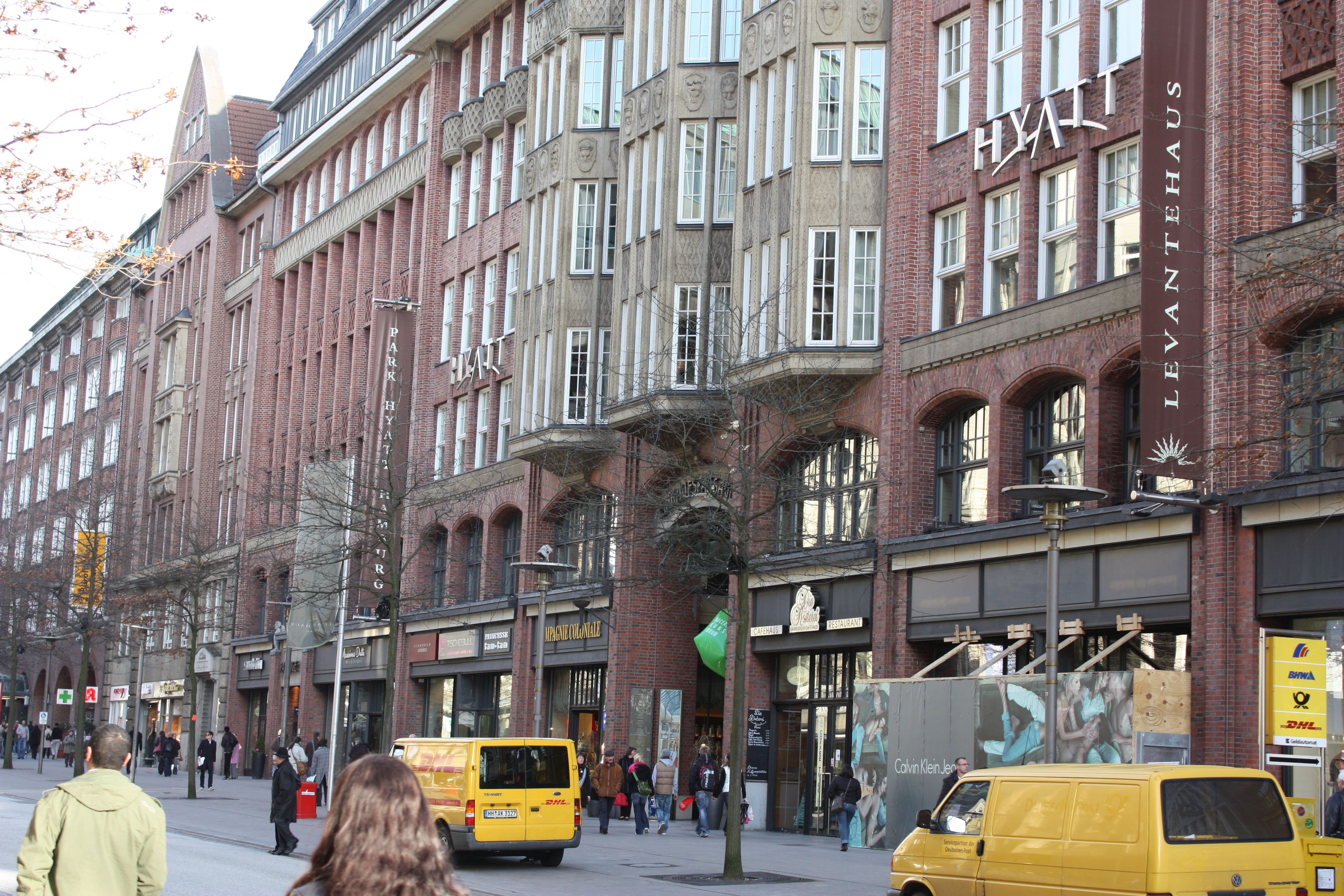
Das Levantehaus

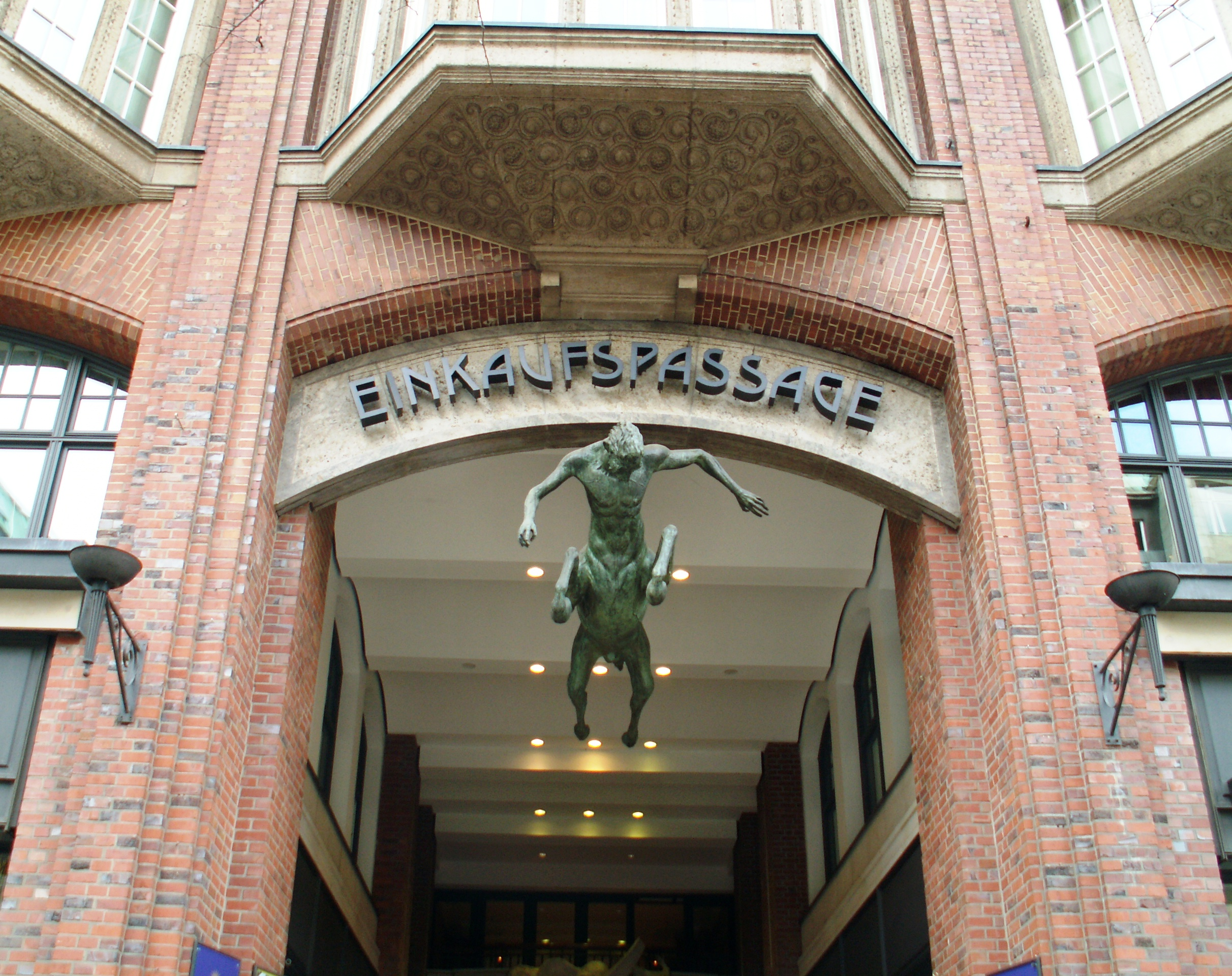
Eingangsportal an der Mönckebergstraße mit Zentaurenfigur von Barry Baldwin

Das Levantehaus ist ein Kontorhaus in der Hamburger Altstadt, Mönckebergstraße 7. Der Name Levante verweist auf den ersten großen Mieter der Geschäftsräume, der Deutschen Levante Schifffahrts-Linie, sowie weitere hier ansässige und auf den östlichen Mittelmeerraum ausgerichtete Reedereien. Ein stilisiertes Sonnensymbol (neun gelbe Strahlen im Halbkreis angeordnet) ist das eingetragene und geschützte Warenzeichen des heutigen Eigentümers, der GbR Levantehaus.

## Lage

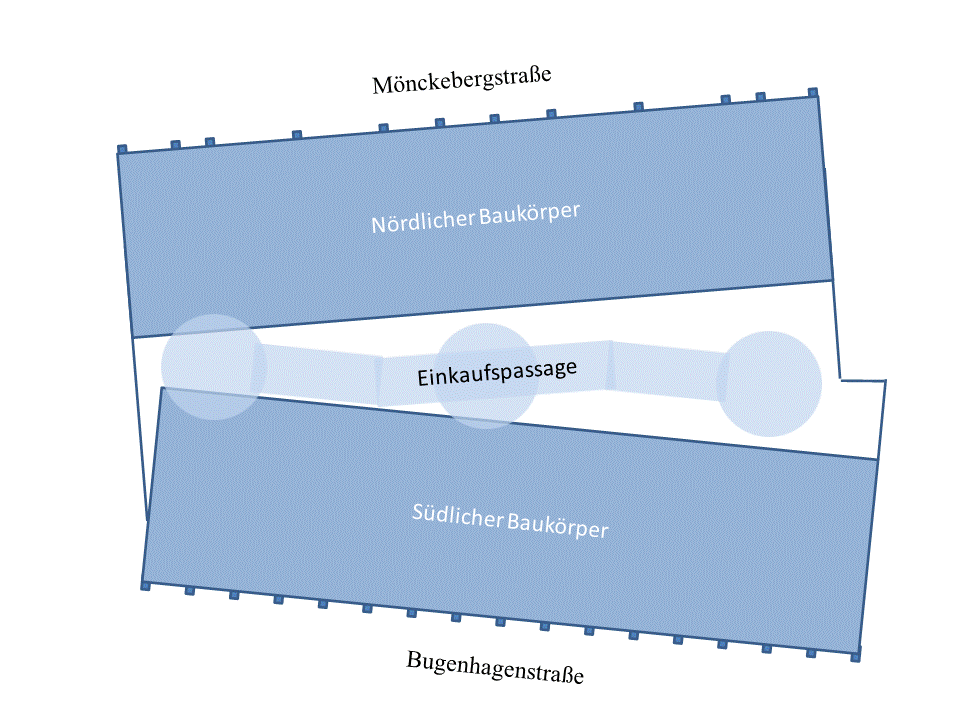
Skizze des Grundrisses/Lageplans

Das Levantehaus liegt in der Innenstadt nahe dem Hauptbahnhof. Die beiden straßenparallelen Baukörper befinden sich südlich der Einkaufsmeile Mönckebergstraße zur Bugenhagenstraße hon (siehe Skizze). Die U-Bahn-Station Mönckebergstraße ist wenige Meter entfernt, die Buslinien 3, 5, 19 halten direkt vor dem Levantehaus, Autofahrer können die nahe gelegenen Parkhäuser ansteuern.

## Geschichte und Architektur
Im Rahmen des Durchbruchs der Mönckebergstraße zu Beginn des 20. Jahrhunderts wurde der Hubertushof von den Hamburgern Franz Bach (Architekt, Bauunternehmer) und Carl Bensel (Architekt, maßgeblich bei der Fassadengestaltung) als Stahlbetonskelett mit Backsteinfassade entworfen und 1911/1912 erbaut. Beide Gebäudeteile hatten einen Keller, fünf Voll- und zwei Staffelgeschosse und umschlossen zwei große Innenhöfe. Es gab ein zentrales, gemeinsames und für repräsentative Zwecke ausgeschmücktes Treppenhaus. Das Erdgeschoss auf der Seite zur Mönckebergstraße hatte Läden, alle übrigen Räumlichkeiten waren für Kontore bestimmt.
Den Namen Levantehaus bekam das Gebäude spätestens 1925.
1943/1944 wurde es durch Bomben zerstört, konnte jedoch von 1948 bis 1950 durch Bach & Wischer weitgehend originalgetreu wiederaufgebaut werden.

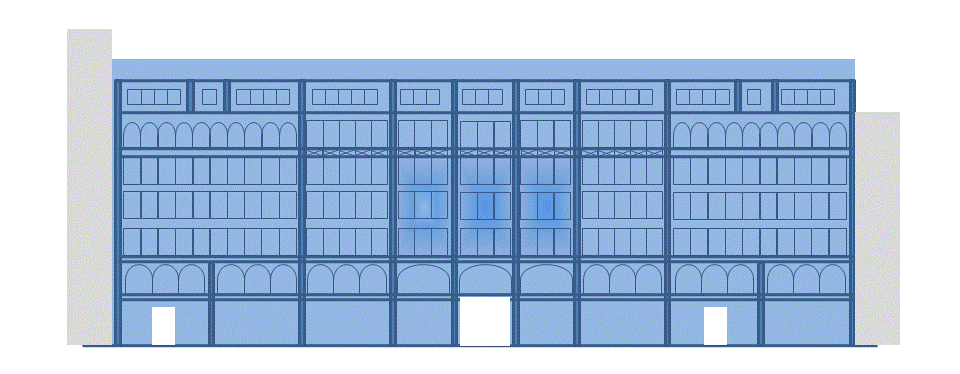
Fassadenstruktur auf Seiten der Mönckebergstraße

Das breit angelegte Kontorhaus (siehe Fassadenstruktur) mit symmetrischem Aufbau wird vertikal von durchlaufenden, kannelierten Mauerpfeilern untergliedert, Akzente setzen im Mittelfeld drei hervorspringende Erker und das zweigeschossige Portal. Die Sockelzone mit hochformatigen Fenstern ist zweigeschossig mit einem Gesims als Abschluss, im ersten Obergeschoss reihen sich, getrennt durch Lisenen, breitgelagerte Korbbogenfenster. An der Mönckebergstraße ist die Backsteinfassade teilweise mit Muschelkalk verkleidet, Brüstungselemente und -bänder sind mit verschiedenen Ornamenten versehen, an der Bugenhagenstraße besteht die schlichte Fassade aus Klinkern.
Bis 1995 wurde das Levantehaus als Bürogebäude mit Einzelhandel im Erdgeschoss genutzt, 1946 bis 1971 war es die Hauptverwaltung der Deutschen Philips. In dieser Zeit war es auch als Philips-Haus bekannt und ein Mosaik mit dem Firmenlogo schmückte den Eingang.

## Umbau und Kunst

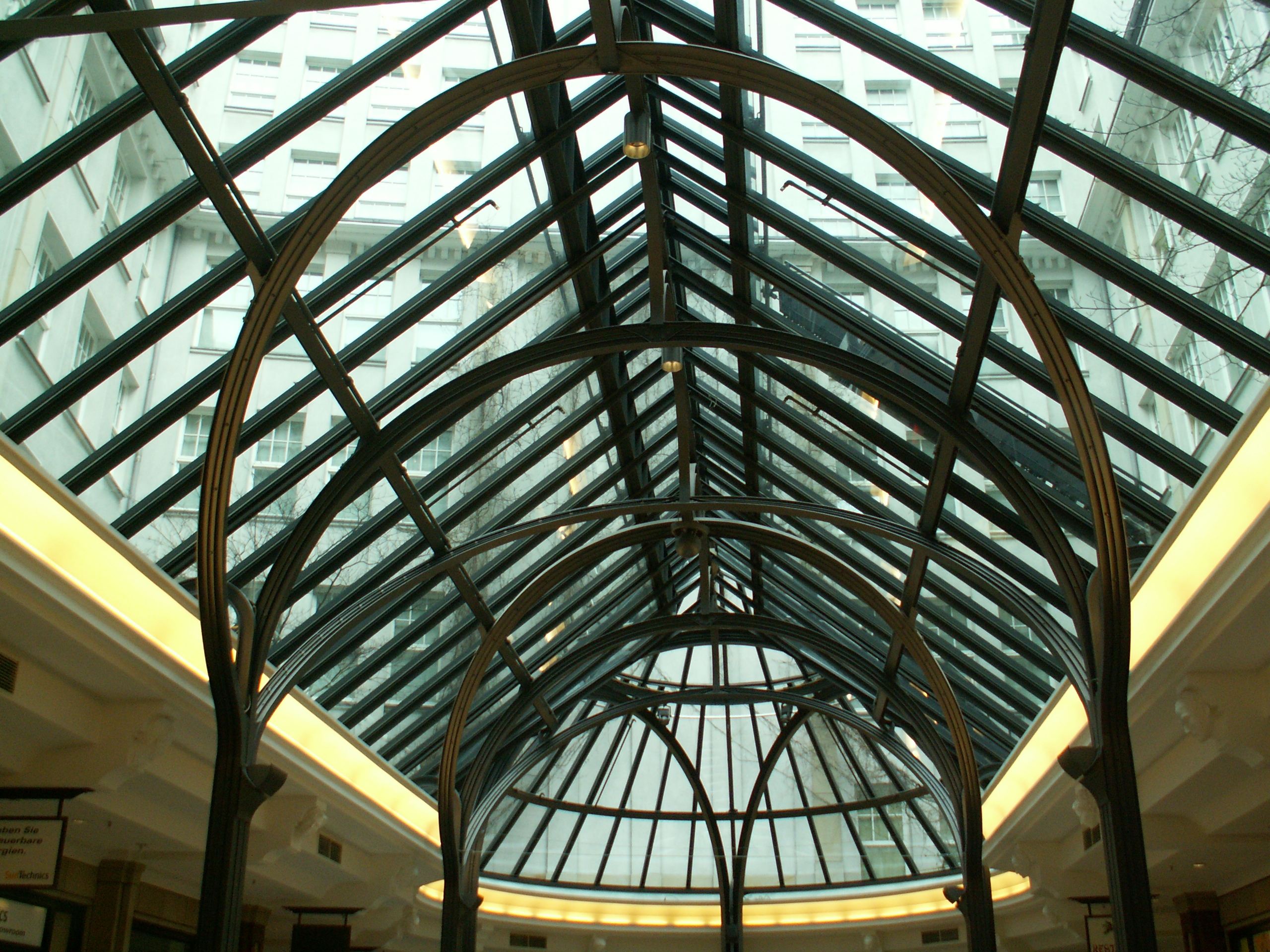
Deckenkonstruktion im Passagenflügel

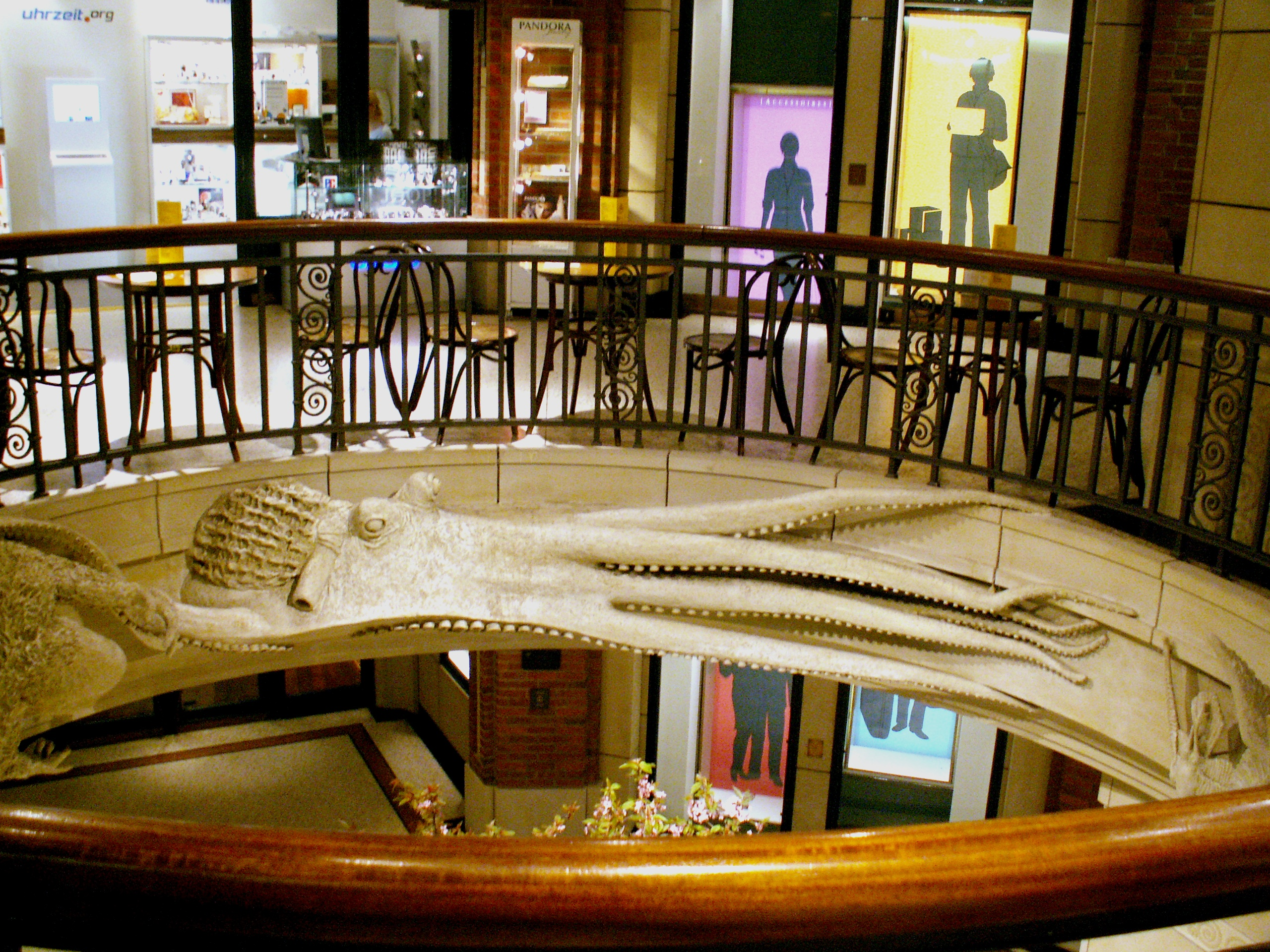
Vorne: Fries von Barry Baldwin, Hintergrund: Paternosterinstallation

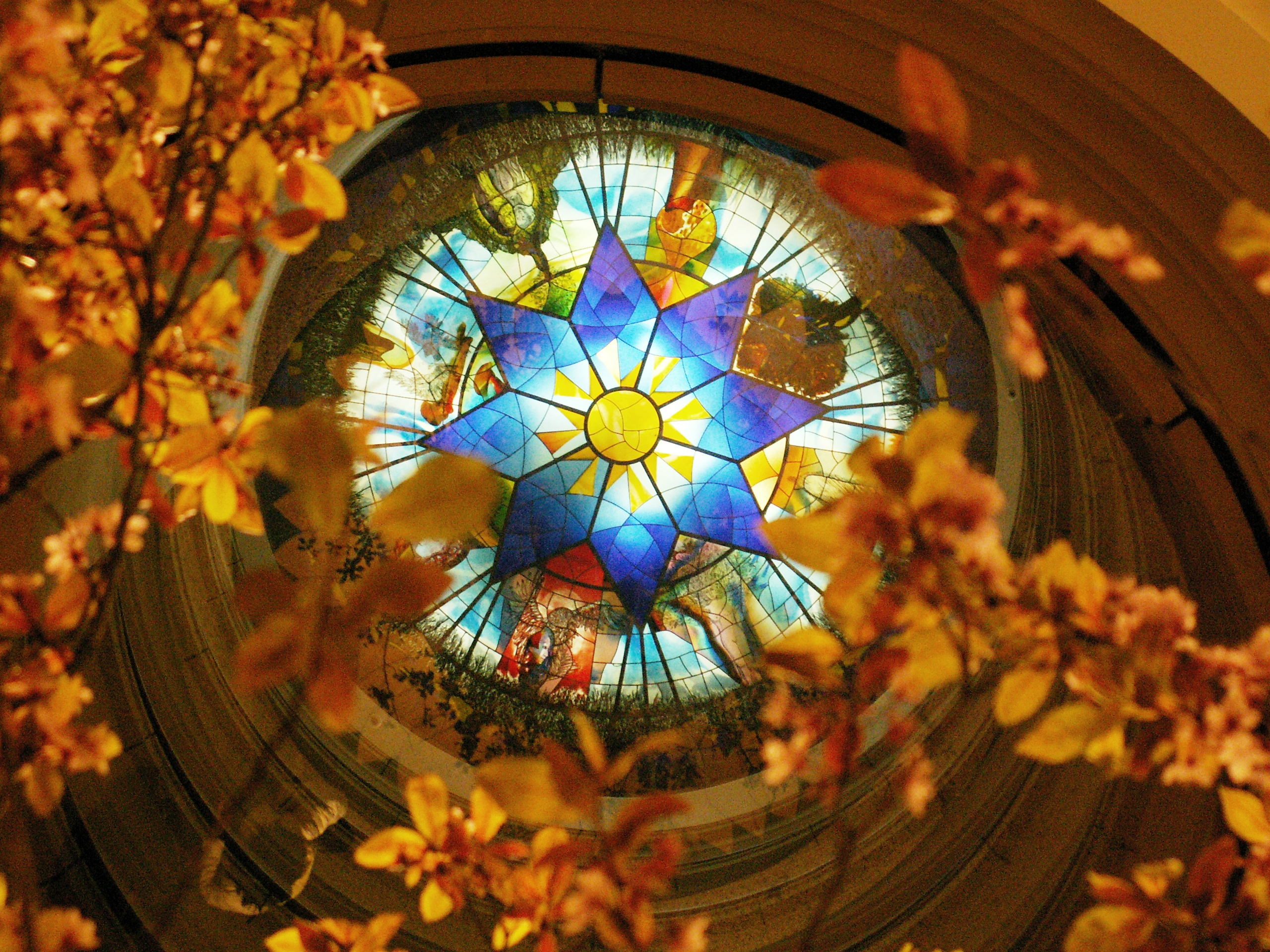
Deckenöffnungen mit Bleiglasfenster von Ida Isensee

1995 bis 1997 wurde das Kontorhaus in eine Einkaufspassage und ein 5-Sterne-Hotel umgebaut. Gründe dafür waren das Überangebot an Büroflächen in der Hamburger Altstadt, die übergroßen und daher schwer zu vermietenden Räume im Kontorhaus sowie der Auszug der Verwaltungsberufsgenossenschaft, die den größten Teil der Büroflächen belegt hatte.
- Die denkmalgeschützte Fassade wurde erhalten, das ebenfalls denkmalgeschützte Dach rekonstruiert und das Innere nach den Plänen des Berliner Architekturbüros Sidell Gibson Schäfer & Partner sowie der Hamburger Architekten Ockelmann, Rottgardt & Partner erst entkernt und dann in der heutigen Aufteilung neu erstellt.[8] Dabei wurden die beiden Staffelgeschosse entfernt und das Gebäude um vier normale Geschosse aufgestockt.
- Die Kellerdecke des Gebäudes musste auf das Straßenniveau abgesenkt werden, damit ein ebenerdiger Zugang möglich war. Im Kellergeschoss wurde ein Schwimmbad eingebaut.
- Im Erdgeschoss und im ersten Obergeschoss wurde eine Einkaufspassage errichtet, die zu den Seiten der ehemaligen Innenhöfe verglaste Dächer hat. Die beiden Passagenflügel sind aus Ziegelmauer- und Sandsteinpfeilern, die Glasdecken werden von bogenförmigen, filigranen Stahlkonstruktionen getragen. Bei den Stützen nimmt die Reihung von Haupt- und Nebenpfeilern das Muster der äußeren Mauerpfeiler auf. Um das Innere auszuschmücken, wurden weitere Elemente aus dem Originalbau übernommen, zum Beispiel Emporenbrüstungen, Treppengeländer, Bodenbelag.
- Das Hotel erstreckt sich in den beiden Baukörpern und im Mittelbereich des Gebäudes (oberhalb der Passage) vom zweiten bis zum neunten Geschoss. Die zentral dort vorhandene Deckenöffnung stellt eine Verbindung der Passagengeschosse zu den Hoteletagen her:
  - Für die Öffnung zwischen Erdgeschoss und erstem Obergeschoss schuf der englische Bildhauer Barry Baldwin einen Figurenfries aus verschiedenen vom Aussterben bedrohten Tierarten.
  - In der Decke des 7. Geschosses befindet sich ein künstlich beleuchtetes Bleiglasfenster mit Motiven aus der griechischen Mythologie, gestaltet von der deutschen Malerin Ada Isensee.
  - Die Kabinen der beiden Paternosteraufzüge, die für die Personenbeförderung nicht mehr zugelassen waren, wurden in Schaukästen verwandelt, in denen sich Läden und Gastronomie der Passage präsentieren können.
  - Ersetzt sind die Paternoster durch einen gläsernen Aufzug. Während der Fahrt mit ihm durch die Geschosse kann man die Wandmalerei von Mme. Pochie mit dem Titel „Evolution der Menschheit“ anschauen.

Im Jahre 2000 erhielt das Levantehaus vom Denkmalschutzamt Hamburg und der LGH den Preis „Hamburgs schönste Fassade“.
2007 wurde auf dem Dach des Gebäudes eine Fotovoltaikanlage installiert.

## Heutige Nutzung

### Einzelhandel, Gastronomie
Ungefähr 40 Einzelhandelsgeschäfte, Dienstleistungsbetriebe, Restaurants und Cafés nutzen derzeit die Passage. Das Warensortiment ist im oberen Preissegment angesiedelt und handwerklich-künstlerisch ausgerichtet. Weit verbreitete Ladenketten sind eher selten. Man findet dort die erste Steiff-Galerie der Welt, Märklin Store Levantehaus Hamburg, Birgit und Arne Probst – Handarbeitskunst aus dem Erzgebirge, Juweliere und Uhrenhandel, Schreibwaren, Maßschneiderei und Maßschuhmacherei, eine Goldschmiede, die Sushifactory und weitere Firmen aus den Bereichen Fashion, Beauty, Accessoires und Lifestyle.

### Hotel
Das 5-Sterne-Hotel Park Hyatt Hamburg war seit 1998 Teil des Levantehauses, es hatte ein Angebot von rund 252 Gästezimmern und Suiten, ein Schwimmbad mit Spa-Bereich und einen Fitnessclub. Ende 2022 wurde das Hotel nach 24 Jahren geschlossen. Die Munich Hotel Partners (MHP Hotel AG), ein deutsches Unternehmen für Hotelinvestment, hat den Betrieb übernommen und plante für 2024 eine Neueröffnung als „Conrad Hotels & Resorts“, einer Tochterfirma der Hilton Hotels. Die ersten Gäste werden Ende 2025 erwartet.

## Kultur und Marketing
Etwa 10 bis 20 kulturelle und Marketing-Veranstaltungen finden jedes Jahr im Levantehaus statt. Gefördert werden sie durch die GbR Levantehaus, die Mietparteien (Einzelhändler, Hotel, Gastronomie) und weitere Nutzer des Gebäudes. Geboten werden im Besonderen Kunst – z. B. von Caspar David Friedrich, Jan Jastram, Heinz Felbermair, Eberhard Oertel, Jan Siebert oder „Starken Frauen“  –, Fotografie – z. B. von Henning von Berg, Klaus Kammerichs, Manfred Vollmer oder Angela Roy  – und  Literatur  – z. B.  von Anton Tschechow, Chuck Palahniuk, Poetry Slamern oder den Hamburger Lesetagen. Daneben gibt es Präsentationen von Handwerkern und Produkten. Gepflegt werden Kooperationen mit dem Deutschen Schauspielhaus, der Hamburger Kulturamt, der Hamburger Kunsthalle, dem Literaturhaus Hamburg und weiteren Verbänden bzw. Organisationen.
Die GbR Levantehaus vergibt in unregelmäßigen Abständen einen Förderpreis für kreatives Design (Levantehaus Design Award, 2000 und 2005 vergeben).
Das Levantehaus wurde 2004 für sein kulturelles Engagement mit dem „KulturMerkur“ der Handelskammer Hamburg und der Hamburgischen Kulturstiftung ausgezeichnet.